# Бюргер, Отто
Генрих Отто Вильгельм Бюргер (нем. Heinrich Otto Wilhelm Bürger, при рождении Мельтретер — нем. Mehltreter; 4 мая 1865, Ганновер — 18 января 1945, Тёрванг) — немецкий зоолог, специалист по немертинам, автор ряда монографий по экономике Южной Америки.

## Биография
Родился в 1865 году в семье шорника Иоганна Мельтретера (нем. Johann Baptist Nicolaus Mehltreter) и прачки Фредерики Экхарт (нем. Friederike Louise Charlotte Eckhart; 1837—1868). В 1874 году усыновлён секретарём районного суда Фридрихом Бюргером (нем. Friedrich Bürger).
С 1885 по 1889 год Отто Бюргер изучал биологию в Гёттингене, Лейпциге и Фрайбурге. Диссертацию, посвящённую морским червям немертинам, защитил в стенах Гёттингенского университета под руководством профессора Эрнста Элерса. В 1890 году по рекомендации нидерландского зоолога Амброзиуса Хюбрехта Отто Бюргер отправился на Зоологическую станцию в Неаполь, где в течение нескольких лет продолжал исследовать немертин. Он выпустил несколько фундаментальных публикаций по систематике и анатомии этой группы беспозвоночных, провёл тщательную ревизию всех описанных к тому времени видов. Кроме того, Бюргер обрабатывал фаунистические сборы нескольких экспедиций, в том числе Немецкой глубоководной экспедиции судна «Вальвидия» и Бельгийской антарктической экспедиции судна «Бельгика».
В 1896—1897 годах Бюргер принимал участие в экспедиции в Венесуэлу и Колумбию. В 1900 году получил позицию профессора в Университете де Сантьяго де Чили, где работал до отъезда в Германию в 1908 году. За эти восемь лет он обстоятельно изучил фауну Чили и увлёкся экономикой Южной Америки. В 1920-х годах Бюргер опубликовал монографии по экономике Чили, Венесуэлы, Колумбии и Аргентины.

## Память
В честь Отто Бюргера названы несколько видов и два рода немертин:
- Burgeriella Brinkmann[норв.], 1917[4]
- Obuergeria Corrêa[нем.], 1954[5]

## Источник
- Stechow E. Bürger, Heinrich Otto Wilhelm // Neue Deutsche Biographie. — 1955. — Bd. 2. — S. 746.